# PZL -101 Gawron
ПЗЛ -101 „Гаврон" (на полски: PZL-101 Gawron) e лек транспортен многоцелеви самолет, произвеждан в WSK-Okecie, Полша. Използва се като селскостопански самолет, като санитарен и в спортните аероклубове.

## История
Конструкцията е разработена на базата на произведения в СССР през 1947 г. Як-12M, приет за производство в Полша по лиценз. Промените в конструкцията са разработени от инж. Станислав Ласота (Stanisław Lassota). Целта е да се изработи по-голям обем с оглед използването на самолета за целите на селскостопанската авиация. Вместо двигателя Швецов М-11, 160 hp, се поставя PZL AI-14R – 260 hp. Като се има предвид изместване на центъра на тежестта при внесените промени, е изменено поставянето на крилата. Внесени са промени в шасито, намалено е теглото на оборудването, чрез премахване на част от него и е добавен допълнителен резервоар за химикали. Така самолетът може да се зарежда с 550 kg химикали.
Самолетът лети 14 април 1958 г. и влиза в серийно производство през 1960 година.

## Конструкция
Самолетът е едномоторен моноплан, горноплощник. Фюзелажът е от заварени стоманени тръби, като предната част е покрита с дуралуминиева ламарина, в задната част обшивката е от платно. Крилото е с два дуралуминиеви лонжерона, обшивката е от платно, с отвори за капака и фиксирани слотове. Оперението е изработено по класическа структура — метал, с обшивка от платно. Колесникът е тип неприбираем с класическо опашно колело. Конструкцията на шасито позволява замяната на колелата със ски. Земеделската версия на самолета има взаимозаменяемо комплектно оборудване за химическа обработка с прах, торове и течни химикали. Работния обхват е с ширина от 30 до 70 m.
Двигателят е радиален 9-цилиндров тип PZL AI-14R с мощност от 191 kw/ 260 hp. Разполага с два резервоара за течно гориво, разположени заедно с обща вместимост 180 l. Под крилата може да се окачат два допълнителни резервоари с вместимост от 95 l.

## Модификации
- От 1962 произведени модификация PZL-101A, в който е добавена вратата от дясната страна на кабината.
- От 1965 г. се произвежда подобрена модификация PZL-101B, включваща промени във фюзелажа като се премахва „гърбицата“ на резервоара за химикали, променя се обтекателя на двигателя. За многофункциалността на самолета, заедно със селскостопанския вариант се произвежда и три-четири местен вариант за транспортиране на пътници и санитарен вариант за транспортиране на пациент на носилка и придружаващ лекар.

## Производство
До 1968 г. са произведени общо 325 самолети, включително:
- 215 бр. двуместен селскостопански
- 78 бр. четириместни за нуждите на аероклубовете
- 32 бр. санитарни самолети

Общо 143 бр. самолета са изнесени, главно в България (40 бр) и Унгария (67 бр., от тях 52 бр. за селскостопанската авиация), и по-малък брой за Австрия, Финландия, Испания, Индия, Турция.
PZL-101 Gawron е свален от производство в края на 70-те след проектиране и производството на по-съвременния селскостопански самолет PZL-106 Kruk. Някои самолети се използват (2006 г.) в аеро клубове или като частни самолети.

## Технически характеристики
| Характеристика            | Показател      |
| ------------------------- | -------------- |
| Производител              | WSK Okecie     |
| Екипаж                    | 1              |
| Двигател                  | PZL AI-14R     |
| Мощност                   | 191 kw/ 260 hp |
| Разпереност               | 12,68 m        |
| Дължина                   | 9 m            |
| Височина                  | 3,12 m         |
| Площ на крилото           | 23,8 m2        |
| Маса празен               | 660 kg         |
| Маса полетна              | 1660 kg        |
| Максимална скорост        | 170 km/h       |
| Минимална скорост         | 50 km/h        |
| Далечина на полета        | 240 km         |
| Максимална скороподемност | 2,5 m/s        |
| Таван                     | 3380 m         |

## Експонат
В Музея на авиацията, Пловдив се съхранява самолет PZL-101 Gawron.

## Сравними самолети
- Як-12
- Аеро L-60 Brigadyr
- Dornier Do 27

|  | Тази страница частично или изцяло представлява превод на страницата PZL-101 Gawron в Уикипедия на полски. Оригиналният текст, както и този превод, са защитени от Лиценза „Криейтив Комънс – Признание – Споделяне на споделеното“, а за съдържание, създадено преди юни 2009 година – от Лиценза за свободна документация на ГНУ. Прегледайте историята на редакциите на оригиналната страница, както и на преводната страница, за да видите списъка на съавторите. ВАЖНО: Този шаблон се отнася единствено до авторските права върху съдържанието на статията. Добавянето му не отменя изискването да се посочват конкретни източници на твърденията, които да бъдат благонадеждни. |